# 三德里 (上海宝山路)
三德里是中国上海靜安区的一条旧式里弄，兴建于1917年前后，位于宝山路南段，鸿兴路以东，永兴路以南，包括2层石库门住宅20多幢。
由于三德里邻近商务印书馆，大部分住宅均由商务承租，为书馆职工居住。此后，此地成为文化界人士的活动场所。
1922年，文学社团创造社成立的次年，在三德里A11号设立《创造季刊》编辑部，并出版刊物《A11》。1927年以后迁入租界老靶子路（今武进路）518号，1929年结束。
1926年1月1日，郭沫若、恽代英、张闻天、沈雁冰、杨贤江、沈泽民等人在A3号成立中国济难会，将章程公布在发行的《济难》创刊号上。
三德里附近也是四一二事变的发生地。1927年4月13日下午1时，上海总工会组织的6万多武装游行工人来到宝山路三德里附近时，遭到军队镇压，当场打死100多人。1977年宝山路三德里附近被列为革命纪念地。
1932年一二八事变中，日军大肆轰炸闸北，三德里连同商务印书馆均被夷为平地。遗址今为宝山路220~300号。1977年12月，入选上海市文物保护单位。